# Qin Dongya
Qin Dongya (秦 東亞 Qín Dōngyà; Liaoyang, 3 oktober 1979) is een voormalig judoka uit de Volksrepubliek China, die haar vaderland tweemaal op rij vertegenwoordigde bij de Olympische Spelen: in 2000 (Sydney) en 2004 (Athene). Bij dat laatste toernooi won Dongya een bronzen medaille in de klasse tot 70 kilogram (middengewicht), net als de Duitse Annett Böhm.

## Erelijst

### Olympische Spelen
- – 2004 Athene, Griekenland (– 70 kg)

### Aziatische Spelen
- – 2002 Busan, Zuid-Korea (– 70 kg)
- – 2006 Doha, Qatar (– 70 kg)

### Aziatische kampioenschappen
- – 1999 Wenzhou, China (– 70 kg)